# Lee Keun-hak
Lee Keun-hak (7 de julho de 1940) - é um ex-jogador de futebol norte-coreano, que atuava como goleiro.

## Carreora
Lee Keun-hak fez parte do histórico elenco da Seleção Norte-Coreana de Futebol, na Copa do Mundo de 1966.